# Ikarus 415
L'Ikarus 415 è un modello di autobus realizzato in Ungheria a partire dal 1986.

## Caratteristiche
Costruito dalla Ikarus, è un veicolo a due assi lungo meno di 12 metri con guida a sinistra, 3 porte rototraslanti, grande parabrezza rettangolare diviso in due parti.

## Diffusione
Il modello è presente principalmente nelle nazioni dell'Europa orientale come Ungheria (molti esemplari nel BKV di Budapest) e Polonia, ad esempio a Częstochowa (MPK).

## Altre versioni
Il filobus Ikarus 415T Astra è presente in molti esemplari a Bucarest (RATB: serie 5100 e 5200), in Romania.

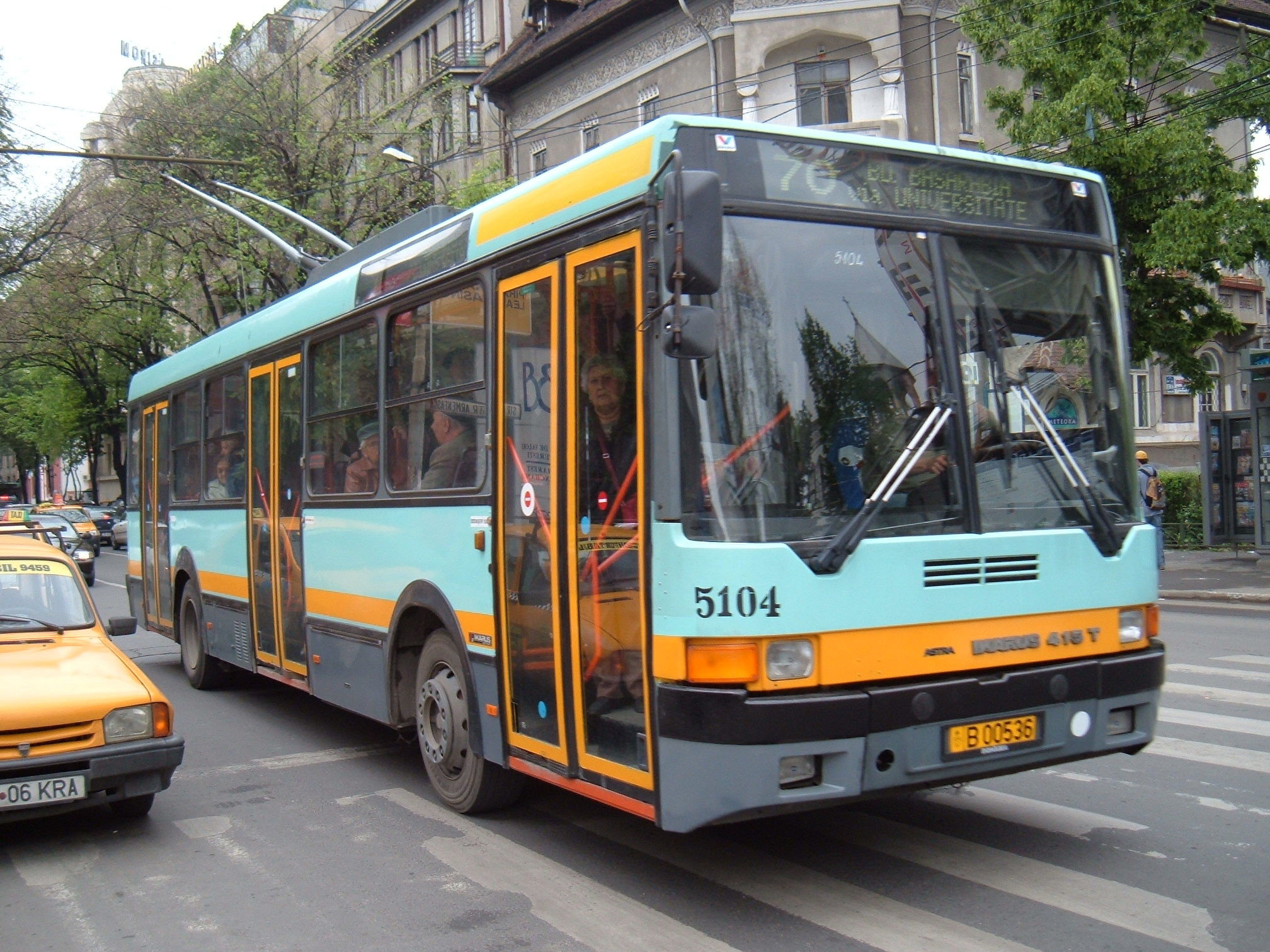
Bucarest: filobus Ikarus 415T ASTRA del RATB n. 5104 sulla linea 70